# Bernhard Bukiet
Bernhard Bukiet (* Januar 1919 in Polen; † 1995) gehörte bis 1952 zu den besten deutschen Tischtennisspielern. Er wurde deutscher Mannschaftsmeister und später dreimal amerikanischer Meister.
Bukiet wurde 1919 in Polen geboren. Im Zweiten Weltkrieg wurde er in einem russischen Konzentrationslager gefangen gehalten. Nach seiner Freilassung spielte er in Deutschland Tischtennis. Zunächst schloss er sich dem Verein SC Fürstenfeldbruck an. 1948 unterlag er in Berlin in einem Vergleichskampf Heinz Raack. Ein Jahr später gewann er die Einzelmeisterschaft von Bayern. Später wechselte er zum TSV Milbertshofen, mit dem er 1951/52 Deutscher Mannschaftsmeister wurde.
1952 übersiedelte er in die USA, 1957 nahm er die amerikanische Staatsbürgerschaft an. 1958 wurde er in der USA-Rangliste auf dem ersten Platz geführt. 1955 trat er wieder in Deutschland an. In Kiel gewann er bei den Internationalen Deutschen Meisterschaften zusammen mit dem Amerikaner Erwin Klein den Doppelwettbewerb. 1960 schloss er sich Eintracht Frankfurt als Spielertrainer an.
1957, 1963 und 1966 wurde er amerikanischer Meister im Einzel. Zwischen 1954 und 1973 vertrat er die USA bei acht Weltmeisterschaften. Am weitesten kam er 1954, als er erst im Viertelfinale durch eine Niederlage gegen den späteren Weltmeister Ichirō Ogimura (Japan) ausschied.

## Turnierergebnisse
| Verband | Turnier           | Jahr | Ort       | Land | Einzel        | Doppel    | Mixed        | Team |
| ------- | ----------------- | ---- | --------- | ---- | ------------- | --------- | ------------ | ---- |
| USA     | Weltmeisterschaft | 1973 | Sarajevo  | YUG  | Qual          | letzte 64 | Qual         | 17   |
| USA     | Weltmeisterschaft | 1965 | Ljubljana | YUG  | letzte 128    | letzte 32 | keine Teiln. | 23   |
| USA     | Weltmeisterschaft | 1963 | Prag      | TCH  | letzte 32     | letzte 32 | letzte 64    | 5    |
| USA     | Weltmeisterschaft | 1959 | Dortmund  | FRG  | letzte 128    | letzte 64 | letzte 32    | 17   |
| USA     | Weltmeisterschaft | 1957 | Stockholm | SWE  | letzte 128    | letzte 32 | letzte 16    | 5    |
| USA     | Weltmeisterschaft | 1956 | Tokio     | JPN  | letzte 32     | letzte 16 | letzte 32    | 11   |
| USA     | Weltmeisterschaft | 1955 | Utrecht   | NED  | letzte 64     | letzte 16 | keine Teiln. | 5    |
| USA     | Weltmeisterschaft | 1954 | Wembley   | ENG  | Viertelfinale | letzte 64 | keine Teiln. | 4    |